# Aeroportul Municipal Galion
Aeroportul Municipal Galion (IATA: GQQ, ICAO: KGQQ, FAA LID: GQQ) este un aeroport din Ohio, Statele Unite ale Americii ce deservește zona Galion⁠(d). A fost numit după zona deservită.
Situat la o altitudine de 373 m, aeroportul dispune de 1 pistă.

## Infrastructură

### Piste
Aeroportul dispune de o singură pistă. Pista 5/23 are suprafața de asfalt și dimensiunile 3.504 picioare × 75 picioare. 